# Костянтин Романович
Костянтин Романович (рос. Константин Романович; д/н — 1306) — князь рязанський у 1299—1306 роках.

## Життєпис
Третій син Романа Олеговича, великого князя Рязанського. Про нього відомостей обмаль. 1294 року отримав від свого брата великого князя Рязанського Ярослава Пронське князівство. 1299 року спадкував Ярославу в Рязані.
Ймовірно через інтриги Андрія Олександровича, великого князя Володимирського. який кинув підозру щодо Костянтина у змові з бейлярбеком Ногаєм, отримав від хана Токти ярлик лише як князь Рязанський. 
Вже наприкінці 1300 року стикнувся з наміром князя Данили Московського захопити Коломну. Тоді або напочатку 1301 року за підтримку ординського загону виступив проти московитів, але внаслідок зради частини рязанських бояр зазнав поразки й потрапив у полон.
Вів перемовини з московським князем. В цей час його сини Василь і Ярослав стали князя Рязанськими. Проте перемовини затягнулися, а 1303 року помер Данило Московський. 1306 року новий московський князь Юрій Данилович наказав стратити Костянтина Романовича.

## Родина
- Василь (д/н—1308), князь рязанський
- Ярослав